# Renate Piotraschke
Renate Piotraschke (* 1. Oktober 1959 in Bardenberg, heute Würselen) ist eine ehemalige deutsche Wasserspringerin.

## Karriere
Renate Piotraschke vom SV Neptun Aachen 1910 gewann 1975 und 1977 den deutschen Meistertitel im Kunstspringen. Von 1975 bis 1977 gewann sie drei aufeinanderfolgende Meisterschaften im Turmspringen. 1975 und 1977 gewann sie auch die Kombinationswertung, 1976 war sie hier Zweite hinter Ursula Möckel. Bei den Hallen-Meisterschaften siegte Renate Piotraschke 1974, 1975 und 1977 im Kunstspringen und von 1975 bis 1978 im Turmspringen. 1979 siegte ihre Schwester Karin Piotraschke vom Turm.
1975 gewann Renate Piotraschke bei den Jugend-Europameisterschaften sowohl vom Drei-Meter-Brett als auch vom Zehn-Meter-Turm. Bei den Olympischen Spielen 1976 in Montreal wurde sie im Kunstspringen 19. unter 27 Springerinnen. Fünf Tage später erreichte sie in der Qualifikation vom Turm den 16. Platz unter 25 Teilnehmerinnen.